# Daurén Kuruglíyev
Daurén Kuruglíyev (en ruso: Даурен Халидович Куруглиев, en griego: Νταουρέν Κουρουγκλίεβ; Derbent, 12 de julio de 1992) es un deportista ruso que compite en lucha libre (desde 2023 participa bajo la bandera de Grecia).
Participó en los Juegos Olímpicos de París 2024, obteniendo una medalla de bronce en la categoría de 86 kg.
Ganó cuatro medallas en el Campeonato Europeo de Lucha entre los años 2017 y 2025. En los Juegos Europeos de Minsk 2019 obtuvo una medalla de oro en la categoría de 86 kg.

## Palmarés internacional
| Representando a Rusia  |                         |                   |           |
| Juegos Europeos        |                         |                   |           |
| Año                    | Lugar                   | Medalla           | Categoría |
| 2019                   | Minsk (Bielorrusia)     | Medalla de oro    | 86 kg     |
| Campeonato Europeo     |                         |                   |           |
| Año                    | Lugar                   | Medalla           | Categoría |
| 2017                   | Novi Sad (Serbia)       | Medalla de oro    | 86 kg     |
| Representando a Grecia |                         |                   |           |
| Juegos Olímpicos       |                         |                   |           |
| Año                    | Lugar                   | Medalla           | Categoría |
| 2024                   | París (Francia)         | Medalla de bronce | 86 kg     |
| Campeonato Europeo     |                         |                   |           |
| Año                    | Lugar                   | Medalla           | Categoría |
| 2023                   | Zagreb (Croacia)        | Medalla de oro    | 86 kg     |
| 2024                   | Bucarest (Rumania)      | Medalla de oro    | 86 kg     |
| 2025                   | Bratislava (Eslovaquia) | Medalla de oro    | 92 kg     |